# Nuovo Partito Socialista (Bosnia ed Erzegovina)
Il Nuovo Partito Socialista (in serbo/croato: Нова социјалистичка партија/Nova socijalistička partija - NSP) è stato un partito politico di ispirazione liberal-socialista e multietnica, fondato in Bosnia ed Erzegovina nel 2010.
La formazione si è affermata in seguito ad una scissione dal Partito Socialista. Il suo leader è Zdravko Krsmanović (ex-sindaco di Foča). Si è sciolto nel 2013 per confluire nel Movimento Democratico Nazionale.